# Affieux
Affieux – miejscowość i gmina we Francji, w regionie Nowa Akwitania, w departamencie Corrèze.
Według danych na rok 1990 gminę zamieszkiwało 358 osób, a gęstość zaludnienia wynosiła 12 osób/km² (wśród 747 gmin Limousin Affieux plasuje się na 319. miejscu pod względem liczby ludności, natomiast pod względem powierzchni na miejscu 172.).